# Centrarthra
Centrarthra is een geslacht van vlinders van de familie Uilen (Noctuidae).

## Soorten
- C. albiapicata Warren, 1914
- C. albinotata Janse, 1938
- C. albipuncta Janse, 1938
- C. albistriga Janse, 1938
- C. albogrisea Janse, 1938
- C. argentea Warren, 1914
- C. brevipectinata Janse, 1938
- C. brunnea Warren, 1914
- C. cretacea Warren, 1914
- C. dentata Janse, 1938
- C. dicksoni Janse, 1938
- C. diffusa Janse, 1938
- C. fulvinotata Warren, 1914
- C. fulvitincta Warren, 1914
- C. furcivitta Hampson, 1909
- C. griseola Janse, 1938
- C. hexistigma Janse, 1938
- C. malagasy Viette, 1972
- C. modesta Janse, 1938

- C. monochroma Janse, 1938
- C. nigrosignata Janse, 1938
- C. ochrealis Janse, 1938
- C. ossicolor Warren, 1914
- C. pallescens Warren, 1914
- C. pectinata Janse, 1938
- C. pygmaea Janse, 1938
- C. serricornis Janse, 1938
- C. similis Janse, 1940
- C. similus Janse, 1938
- C. vansoni Janse, 1938